# Robin Szolkowy
Robin Szolkowy (Greifswald, Alemanha Oriental, 17 de julho de 1979) é um treinador e ex-patinador artístico alemão. Ele conquistou com Aliona Savchenko duas medalhas de bronze olímpicas (2010 e 2014), e conquistou oito medalhas em campeonatos mundiais. Se retirou das competições em março de 2014.

## Principais resultados

### Com Aliona Savchenko
| Resultados                                                                             | Resultados      | Resultados        | Resultados        | Resultados        | Resultados       | Resultados        | Resultados        | Resultados      | Resultados        | Resultados       | Resultados        | Resultados    | Resultados    | Resultados    |
| Internacional                                                                          | Internacional   | Internacional     | Internacional     | Internacional     | Internacional    | Internacional     | Internacional     | Internacional   | Internacional     | Internacional    | Internacional     | Internacional | Internacional | Internacional |
| Evento/Temporada                                                                       | 2003– 2004      | 2004– 2005        | 2005– 2006        | 2006– 2007        | 2007– 2008       | 2008– 2009        | 2009– 2010        | 2010– 2011      | 2011– 2012        | 2012– 2013       | 2013– 2014        |               |               |               |
| -------------------------------------------------------------------------------------- | --------------- | ----------------- | ----------------- | ----------------- | ---------------- | ----------------- | ----------------- | --------------- | ----------------- | ---------------- | ----------------- | ------------- | ------------- | ------------- |
| Jogos Olímpicos                                                                        |                 |                   | 6.º               |                   |                  |                   | Medalha de bronze |                 |                   |                  | Medalha de bronze |               |               |               |
| Campeonato Mundial                                                                     |                 | 6.º               | 6.º               | Medalha de bronze | Medalha de ouro  | Medalha de ouro   | Medalha de prata  | Medalha de ouro | Medalha de ouro   | Medalha de prata | Medalha de ouro   |               |               |               |
| Campeonato Europeu                                                                     |                 | 4.º               | Medalha de prata  | Medalha de ouro   | Medalha de ouro  | Medalha de ouro   | Medalha de prata  | Medalha de ouro | WD                | Medalha de prata | WD                |               |               |               |
| GP Grand Prix Final                                                                    |                 |                   | Medalha de bronze | Medalha de prata  | Medalha de ouro  | Medalha de bronze | Medalha de bronze | Medalha de ouro | Medalha de ouro   |                  | Medalha de ouro   |               |               |               |
| GP Cup of China                                                                        |                 |                   |                   | Medalha de bronze |                  |                   |                   |                 |                   |                  | Medalha de ouro   |               |               |               |
| GP NHK Trophy                                                                          |                 |                   | Medalha de prata  |                   | Medalha de ouro  |                   |                   |                 | Medalha de bronze |                  |                   |               |               |               |
| GP Rostelecom Cup                                                                      |                 | Medalha de bronze |                   | Medalha de ouro   | Medalha de prata |                   |                   |                 | Medalha de ouro   |                  | Medalha de ouro   |               |               |               |
| GP Skate America                                                                       |                 |                   |                   |                   |                  | Medalha de ouro   |                   | Medalha de ouro | Medalha de ouro   |                  |                   |               |               |               |
| GP Skate Canada International                                                          |                 |                   | Medalha de ouro   |                   | Medalha de ouro  |                   | Medalha de ouro   |                 |                   | Medalha de ouro  |                   |               |               |               |
| GP Trophée Éric Bompard                                                                |                 |                   |                   |                   |                  | Medalha de ouro   | Medalha de bronze | Medalha de ouro |                   | WD               |                   |               |               |               |
| Nebelhorn Trophy                                                                       |                 | Medalha de bronze | Medalha de ouro   |                   | Medalha de ouro  | Medalha de ouro   | Medalha de ouro   |                 |                   |                  |                   |               |               |               |
| NRW Trophy                                                                             |                 |                   |                   |                   |                  |                   |                   |                 |                   | Medalha de ouro  |                   |               |               |               |
| Ondrej Nepela Trophy                                                                   |                 | Medalha de ouro   | Medalha de ouro   |                   |                  |                   |                   |                 |                   |                  |                   |               |               |               |
| Nacional                                                                               |                 |                   |                   |                   |                  |                   |                   |                 |                   |                  |                   |               |               |               |
| Campeonato Alemão                                                                      | Medalha de ouro | Medalha de ouro   | Medalha de ouro   | Medalha de ouro   | Medalha de ouro  | Medalha de ouro   |                   | Medalha de ouro |                   |                  | Medalha de ouro   |               |               |               |
|                                                                                        |                 |                   |                   |                   |                  |                   |                   |                 |                   |                  |                   |               |               |               |
| Legenda: GP = Grand Prix; WD = Abandonou; Competição não foi disputada nesta temporada |                 |                   |                   |                   |                  |                   |                   |                 |                   |                  |                   |               |               |               |

### Com Claudia Rauschenbach
| Resultados                                                                                     | Resultados             | Resultados             | Resultados             | Resultados             | Resultados             | Resultados             | Resultados             | Resultados             | Resultados             | Resultados             | Resultados             | Resultados             | Resultados             | Resultados             |
| Internacional – Júnior                                                                         | Internacional – Júnior | Internacional – Júnior | Internacional – Júnior | Internacional – Júnior | Internacional – Júnior | Internacional – Júnior | Internacional – Júnior | Internacional – Júnior | Internacional – Júnior | Internacional – Júnior | Internacional – Júnior | Internacional – Júnior | Internacional – Júnior | Internacional – Júnior |
| Evento/Temporada                                                                               | 1997– 1998             | 1998– 1999             | 1999– 2000             | 2000– 2001             |                        |                        |                        |                        |                        |                        |                        |                        |                        |                        |
| ---------------------------------------------------------------------------------------------- | ---------------------- | ---------------------- | ---------------------- | ---------------------- | ---------------------- | ---------------------- | ---------------------- | ---------------------- | ---------------------- | ---------------------- | ---------------------- | ---------------------- | ---------------------- | ---------------------- |
| Campeonato Mundial Júnior                                                                      |                        |                        | 10.º                   | 9.º                    |                        |                        |                        |                        |                        |                        |                        |                        |                        |                        |
| JGP JGP Alemanha                                                                               |                        | 6.º                    |                        | 8.º                    |                        |                        |                        |                        |                        |                        |                        |                        |                        |                        |
| JGP JGP Hungria                                                                                |                        | 6.º                    |                        |                        |                        |                        |                        |                        |                        |                        |                        |                        |                        |                        |
| JGP JGP Países Baixos                                                                          |                        |                        | 4.º                    |                        |                        |                        |                        |                        |                        |                        |                        |                        |                        |                        |
| JGP JGP Polônia                                                                                |                        |                        |                        | 7.º                    |                        |                        |                        |                        |                        |                        |                        |                        |                        |                        |
| JGP JGP Suécia                                                                                 |                        |                        | 5.º                    |                        |                        |                        |                        |                        |                        |                        |                        |                        |                        |                        |
| Nacional                                                                                       |                        |                        |                        |                        |                        |                        |                        |                        |                        |                        |                        |                        |                        |                        |
| Campeonato Alemão                                                                              |                        |                        |                        | Medalha de ouro        |                        |                        |                        |                        |                        |                        |                        |                        |                        |                        |
| Campeonato Alemão – Júnior                                                                     | 4.º                    | Medalha de ouro        | Medalha de ouro        |                        |                        |                        |                        |                        |                        |                        |                        |                        |                        |                        |
|                                                                                                |                        |                        |                        |                        |                        |                        |                        |                        |                        |                        |                        |                        |                        |                        |
| Legenda: JGP = Grand Prix Júnior; WD = Abandonou; Competição não foi disputada nesta temporada |                        |                        |                        |                        |                        |                        |                        |                        |                        |                        |                        |                        |                        |                        |

### Com Johanna Otto
| Campeonato Mundial Júnior            | 13.º |
| Blue Swords                          | 10.º |
| Grand Prix International St. Gervais | 7.º  |